# 1977

## Події
- 27 березня — на острові Тенерифе (Канарські острови) сталося зіткнення між двома Боїнгами 747, які належали KLM та PanAm, у якій загинули 583 осіб.
- 5 червня — у продажу з'явився перший персональний комп'ютер Apple II.
- 5 вересня — запущений міжзірковий космічний зонд Вояджер-1.
- 26 вересня — початок експлуатації Чорнобильської АЕС.

## Наука
- Відкрито тау-лептон.
- Вийшла друком 8-ма редакція американського підручника з внутрішніх хвороб Основи внутрішньої медицини за ред. Т. Гарісона.

## Народились
див. також Категорія:Народились 1977
- 1 січня
  - Олена Кравець, українська комічна акторка.
  - Костянтин Томільченко, український хореограф-постановник, танцюрист.
- 8 січня — Руслан Костишин, український футболіст, тренер.
- 13 січня — Орландо Блум, британський актор.
- 24 січня — Чад Герлі, американський підприємець, засновник і колишній генеральний директор популярного сайту обміну відео YouTube.
- 27 січня — Богдана Півненко, українська скрипалька. Донька художника Івана Марчука.
- 2 лютого — Шакіра, колумбійська співачка.
- 17 лютого — Юлія Льовочкіна, українська політична діячка, народний депутат України.
- 24 лютого — Флойд Мейвезер, американський боксер-професіонал.
- 25 лютого — Юлія Лорд, українська співачка.
- 26 лютого — Єгор Соболєв, український журналіст, політик.
- 15 березня — Оксана Гутцайт, українська журналістка, радіо- і телеведуча.
- 17 березня — EL Кравчук, український співак.
- 23 березня — Назарій Яремчук (молодший), український естрадний співак, композитор.
- 9 квітня — Дмитро Танкович, український та білоруський телеведучий.
- 14 квітня — Сара Мішель Геллар, американська акторка.
- 23 квітня — Джон Сіна, американський реслер, що виступає у WWE.
- 28 квітня — Наталія Бучинська, українська естрадна співачка.
- 4 травня — Євген Нікішин, російський та український чемпіон Вищої ліги КВН, актор, теле- і радіоведучий.
- 18 травня — Камалія, українська співачка.
- 19 травня — Наталія Орейро, уругвайська й аргентинська співачка, акторка та модель.
- 27 травня — Ольга Бура, українська телеведуча та модель.
- 8 червня  — Каньє Вест, американський репер, музичний продюсер, композитор і дизайнер.
- 18 червня — Олександр Косирін, український футболіст.
- 1 липня — Лів Тайлер, американська акторка.
- 14 липня — Вікторія, принцеса Швеції.
- 4 серпня — Андрій Мацола, український підприємець, пивовар, меценат і громадський діяч.
- 6 серпня — Павло Шилько, український радіо- та телеведучий.
- 17 серпня — Тьєррі Анрі, французький футболіст.
- 18 серпня — Андрій Дериземля, український біатлоніст.
- 21 серпня — Анна Плетньова, російська співачка.
- 23 серпня — Джаред Фогл, американський речник і злочинець.
- 29 серпня — Наталія Юсупова, світська особа, волонтерка, підприємиця.
- 6 вересня — Максим Соколюк, український громадсько-політичний діяч. Голова Державної міграційної служби України.
- 12 вересня — Геннадій Зубов, український футболіст.
- 15 вересня — Том Гарді, британський актор театру та кіно.
- 19 вересня
  - Лідія Таран, українська телеведуча.
  - Валерій Гончаров, український гімнаст, олімпійський чемпіон.
- 3 жовтня — Ларсон, український діяч шоу-бізнесу, співак і волонтер.
- 12 жовтня — Олександр Береш, український гімнаст, призер Олімпійських ігор.
- 15 жовтня — Давид Трезеге, французький футболіст.
- 23 жовтня — Вікторія Сюмар, українська журналістка, політик, народний депутат України.
- 25 жовтня — Катерина Серебрянська, українська гімнастка.
- 15 листопада — Анатолій Барна , український актор театру, музикант, Заслужений артист України
- 16 листопада — Оксана Баюл, українська фігуристка.
- 27 листопада — Оксана Хвостенко, українська біатлоністка.
- 6 грудня — Олексій Каспрук, український політик, міський голова Чернівців.
- 12 грудня — Свєтлаков Сергій, російський комедійний актор, сценарист, телеведучий.
- 20 грудня — Ірина Горова, українська продюсерка.
- 21 грудня — Емманюель Макрон, французький державний діяч, політик, 25-й Президент Франції.
- 24 грудня — Ніколо Петраш, український композитор.
- 29 грудня — Андрій Котельник, український боксер, призер Олімпійських ігор.
- 31 грудня — Дональд Трамп-молодший, американський бізнесмен.

## Померли
Дивись також Категорія:Померли 1977
- 30 березня — Ревуцький Лев Миколайович, композитор, педагог, музичний і громадський діяч (*1889).
- 30 травня — Пол Дезмонд, американський джазовий альт-саксофоніст і композитор.
- 3 червня — Роберто Росселліні- італійський кінорежисер, чоловік Інгрід Бергман, батько Ізабелли Росселліні.
- 5 червня — Сліпі Джон Естес (справжнє ім'я Джон Адам Естес), американський блюзовий музикант (нар. 1899).
- 30 грудня — Сент-Луїс Джиммі Оден (справжнє ім'я Джеймс Берк Оден), американський блюзовий співак і автор пісень (нар. 1903)

## Нобелівська премія
- з фізики: Філіп Воррен Андерсон, Невілл Френсіс Мотт та Джон Ван Флек — «За фундаментальні теоретичні дослідження електронної структури магнітних і невпорядкованих систем»
- з хімії: Пригожин Ілля Романович — «За роботи з термодинаміки необоротних процесів, особливо за теорію диссипативних структур»
- фізіології: Роже Гіймен та Шаллі Ендрю Віктор — «За відкриття, пов'язані з секрецією пептидних гормонів мозку»; Розалін Сасмен Ялоу — «За розвиток радіоімунних методів визначення пептидних гормонів»
- з економіки:Бертіл Олін та Джеймс Мід — «За внесок в теорію міжнародної торгівлі і міжнародного руху капіталу»
- з літератури: Вісенте Алейксандре
- Нобелівська премія миру: Міжнародна амністія — «За захист людської гідності від тортур, насильства і розпаду».

## Державна Премія УРСР імені Тараса Шевченка
- Рик Яків Йосипович

## Державна премія УРСР у галузі науки і техніки
- Березанська Софія Станіславівна
- Панасюк Володимир Васильович